# Mary Rose Tudor
Mary Rose Tudor (født 18. marts 1496, død 25. juni 1533) var en engelsk prinsesse, der kortvarigt var dronning af Frankrig og senere grundlagde en familie, der skulle gøre krav på den engelske trone. Mary var datter af Henrik 7. af England og Elizabeth af York, og var det yngste barn af deres børn, som overlevede barndommen. 
Mary var forlovet med Karl (senere kejser af det tysk-romerske rige), som gennem sin mor var søstersøn til Katharina af Aragonien. Efter diplomatiske forsinkelser og hemmelige forhandlinger mellem Spanien, det tysk-romerske rige og Frankrig ophævede Marys bror Henrik 8. forlovelsen i 1513. 
I stedet valgte Henrik kong Ludvig 12. af Frankrig, som var 34 år ældre end Mary Rose og en "svag og gammel mand"; han var dermed ikke tiltalende for en ung og smuk prinsesse. Ludvig var enkemand, uden arving, og Henrik ønskede forbindelsen for sin søster som en garanti for våbenhvile med Frankrig. Brylluppet fandt sted 9. oktober 1514. Ægteskabet varede imidlertid ikke længe, da Ludvig døde 1. januar 1515. Mary var sandsynligvis allerede ved giftermålet med Ludvig forelsket i Charles Brandon, 1. hertug af Suffolk. Han var ikke kongelig, og titlen var tildelt hans far på grund af hans loyalitet og bedrifter i slaget ved Bosworth. Mary havde indgået en aftale med sin bror Henrik om, at hun ville acceptere at gifte sig med Ludvig, men ifald hun overlevede ham, ville hun selv vælge sin næste ægtemand. 
Enkedronning Mary flyttede til Palais de Cluny, hvor hun i seks uger blev holdt isoleret fra alle mænd, undtagen den nye kong Frans og hans skriftefader for at se, om hun var gravid med den døde konges barn, og hvis det var tilfældet, sikre at det var hans barn. Dette gav Mary tid til at planlægge. Hun vidste, at Charles Brandon ville være blandt dem, som skulle eskortere hende tilbage til England. Hun havde hørt rygter om, at hendes bror Henrik havde planer om at gifte hende væk til den spanske grande. I det lille kapel ved Palais de Cluny overtalte Mary Brandon til at se bort fra det løfte, han havde givet Henrik om ikke at fri til hende, og parret blev gift 3. marts 1515 med blandt andet kong Frans som vidne. Da Henrik fandt ud af det, blev han rasende, men Mary Rose var hans yndlingssøster og Charles en gammel ven, så parret slap med en stor bøde, og Charles undgik videre straf.
Mary og Charles opkaldte deres første barn Henry (1515-1534) efter hendes bror. Det andet barn, pigen Frances (1517-1559), blev navngivet efter kong Frans, som havde hjulpet parret til at blive forenet. Deres tredje barn var datteren Eleanor (1519-1547).
Mary Rose blev altid omtalt som "den franske dronning" og aldrig som "hertuginden af Suffolk", måske for at minde hende om, at hun giftede sig under sin stand. Mary levede hovedsageligt stille og tilfreds resten af sit liv. Mary var gode venner med sin svigerinde Katharina af Aragonien og støttede hende, da Henrik 8. ville have det ægteskab opløst for at gifte sig med Katharinas hofdame Anne Boleyn, som Mary syntes meget dårligt om. Anne og hendes søster Mary Boleyn havde været med i følget, da Mary Rose giftede sig med Ludvig.
Marys helbred begyndte at svigte i 1533, og hun døde 24. juni samme år. Hun blev begravet i Skt. Marys Kirke i Bury St. Edmunds i Suffolk.